# Guéreins
Guéreins település Franciaországban, Ain megyében. Lakosainak száma 1503 fő (2022. január 1.). Guéreins Genouilleux, Montceaux, Montmerle-sur-Saône, Peyzieux-sur-Saône, Taponas és Belleville-en-Beaujolais községekkel határos.

## Népesség
A település népességének változása:
| Lakosok száma | 535  | 776  | 995  | 1184 | 1418 | 1429 | 1452 | 1479 | 1487 | 1503 |
|               | 1968 | 1982 | 1990 | 2006 | 2013 | 2015 | 2017 | 2019 | 2020 | 2022 |